# Spanska motståndssånger
Spanska motståndssånger (Canciones de la resistencia española, en sueco) es un álbum en formato EP de Chicho Sánchez Ferlosio, grabado en su casa entre 1963 y 1964 y publicado en 1974. Se editaron dos versiones de este álbum. La segunda incluía la canción Fuego y libertad, que fue omitida por error en la primera edición.
Fue grabado en cinta magnetofónica gracias a la ayuda de su amigo y escritor Alfonso Grosso. El álbum original iba acompañado de un folleto ilustrado por Agustín Ibarrola que incluía la traducción al sueco de la letra de las canciones. Su tono antifranquista y militante hizo que se hicieran populares varias de sus canciones entre el movimiento antifascistas.

## Lista de canciones[1]
Cara A
1.Tidens Sånger - Coplas del tiempo (3:10)
2.Tupparna - Los gallos (3:40)
3.Duvan - La paloma (2:10)
4.Sången Om Grimau - Canción de Grimau (2:35)
5.Till strejk - A la huelga (2:35)
Cara B
1.Små Frågor Om Gud - Preguntitas sobre Dios (versión de Atahualpa Yupanqui) (3:15)
2.Sång För Turister - Son para turistas (interpretación del poema de Nicolás Guillén) (1:45)
3.Soldatvisa - Canción de soldados (2:40)
4.Eld och Frihet - Fuego y libertad (1:35)
5.Gevär mot Herrarna - Fusiles contra el patrón (2:10)
6.Gruvarbetarsång - Canción de mineros (3:30)